# Żółwiak czarny
Żółwiak czarny (Nilssonia nigricans) – gatunek gada z podrzędu żółwi skrytoszyjnych z rodziny żółwiakowatych (Trionychidae).
RozmiaryDługość karapaksu do 81 cm u samców i do 74 cm u samic. Największy zbadany samiec miał karapaks o długości 91 cm.
WystępowaniePółnocno-wschodnie Indie (Assam) i wschodni Bangladesz (Chittagong).
Status zagrożenia i ochronaW Czerwonej księdze gatunków zagrożonych IUCN żółwiak czarny klasyfikowany jest jako gatunek krytycznie zagrożony (CR – Critically Endangered). Gatunek wymieniony jest w aneksie A Rozporządzenia Rady (WE) Nr 338/97 w sprawie handlu dzikimi zwierzętami oraz w załączniku I konwencji CITES.